# Kwaidan
Kwaidan (titulada El más allá en España) es una película japonesa de terror estrenada en 1965 y dirigida por Masaki Kobayashi. La obra está basada en relatos de las colecciones de cuentos populares japoneses recopilados por Lafcadio Hearn, especialmente en Kwaidan: Stories and Studies of Strange Things (1904), de donde toma su título. La película se compone de cuatro historias independientes y no relacionadas entre sí.
La película recibió el Premio Especial del Jurado en el Festival de Cine de Cannes de 1965 y fue nominada al premio Óscar a la Mejor Película en Lengua Extranjera.

## Trama

### "El pelo negro"
"El pelo negro" (黒髪 Kurokami) es una adaptación de The Reconciliation, que apareció en la colección Shadowings de Hearn (1900).
Un espadachín empobrecido se divorcia de su esposa, una tejedora, en Kioto, y la deja por una mujer de una familia adinerada para alcanzar un mayor estatus social. Sin embargo, a pesar de su nuevo estatus de rico, el segundo matrimonio del espadachín resulta ser infeliz. Se señala que su nueva esposa es insensible y egoísta. El espadachín lamenta haber dejado a su exesposa, que era más devota y paciente.
La segunda esposa se enfurece cuando se da cuenta de que el espadachín no solo se casó con ella para obtener la riqueza de su familia, sino que también añora su antigua vida en Kioto con su exesposa. Cuando se le dice que vaya a la cámara para reconciliarse con ella, el espadachín se niega y declara su intención de regresar a casa y reconciliarse con su exesposa. Indica su comportamiento tonto y la pobreza como las razones por las que reaccionó de la manera en que lo hizo. El espadachín le informa a la dama de compañía que le diga a su segunda esposa que su matrimonio ha terminado y que ella puede regresar con sus padres avergonzada.
Después de unos años, el espadachín regresa entonces, encontrando a su hogar y su esposa prácticamente sin cambios. Se reconcilia con ella, quien se niega a permitir que se castigue a sí mismo por su conducta. Ella menciona que Kioto ha "cambiado" y que solo tienen "un momento" juntos, pero no da más detalles. Le asegura que entendió que él solo la dejó para traer ingresos a su hogar. Los dos felizmente intercambian maravillosas historias sobre el pasado y el futuro, hasta que el espadachín se queda dormido. Se despierta al día siguiente solo para descubrir que había estado durmiendo junto al cadáver podrido de su exesposa. Envejeciendo rápidamente los materiales, tropieza por la casa y descubre que en realidad está en ruinas y cubierta de maleza. Se las arregla para escapar, solo para ser atacado por el larguísimo cabello negro de su ex mujer.

### "La mujer de nieve"

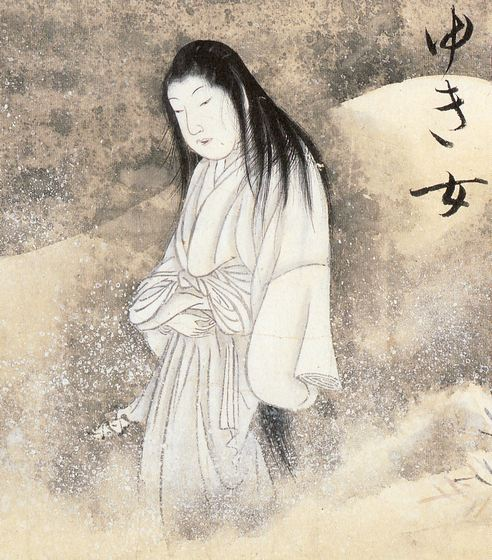
Yuki-onna (ゆき女) del Hyakkai-Zukan de Sawaki Suushi

"La mujer de nieve" (雪女 Yuki-onna) es también una adaptación de Kwaidan: Stories and Studies of Strange Things
Dos leñadores llamados Minokichi y Mosaku se refugian en la cabaña de un barquero durante una tormenta de nieve. Mosaku es asesinado por una yuki-onna. Cuando la yuki-onna se vuelve hacia Minokichi, le comenta que es un chico guapo y se compadece de él por su juventud, dejándolo con vida. Le advierte que nunca mencione lo que pasó, o ella lo matará.
Minokichi regresa a casa y nunca menciona esa noche. Un día, mientras corta leña, se encuentra con Yuki, una hermosa joven que viaja al atardecer. Ella le dice que se dirige a Edo, ya que perdió a su familia y tiene parientes allí que pueden asegurarle un trabajo como dama de honor. Minokichi se ofrece a dejarle pasar la noche en su casa con su madre. A la madre le gusta Yuki y le pide que se quede. Ella nunca se va a Edo y Minokichi se enamora de ella. Se casan y tienen hijos, viviendo felices. Las mujeres mayores de la ciudad están asombradas de que Yuki mantenga su juventud incluso después de tener tres hijos.
Una noche, Minokichi le da a Yuki un par de sandalias que ha hecho. Cuando ella le pregunta por qué él siempre le pone cintas rojas en las sandalias, él le habla de su apariencia juvenil. Yuki acepta las sandalias y se las prueba. Ella está cosiendo un kimono a la luz de las velas. Así al trasluz, Minokichi recuerda a la yuki-onna y ve un parecido entre ellas. Él le cuenta sobre el extraño encuentro. Es entonces cuando Yuki se revela a sí misma como la yuki-onna y una tormenta de nieve cae sobre la casa. A pesar de que rompió su palabra, ella se abstiene de matarlo por sus hijos. Yuki luego deja a Minokichi con los niños, advirtiéndole que los trate bien o ella regresará y lo matará. Desaparece en la tormenta de nieve, dejando a Minokichi con el corazón roto. Minokichi coloca sus sandalias afuera en la nieve y, después de que él vuelve a entrar, desaparecen, ya que Yuki las acepta.

### "Hoichi el desorejado"
"Hoichi el desorejado" (耳無し芳一の話, Miminashi Hōichi no Hanashi) también está adaptado de Kwaidan de Hearn (aunque incorpora aspectos de El cuento de Heike, que se menciona, pero nunca se traduce, en el libro de Hearn).
Hoichi es un joven músico ciego que toca el biwa. Su especialidad es cantar el canto del Cuento de Heike sobre la Batalla de Dan-no-ura, librada entre los clanes Taira y Minamoto durante la última fase de la Guerra Genpei. Hoichi es asistente en un templo y se ocupa de los demás allí. Una noche escucha un sonido y decide tocar su instrumento en el patio del jardín. Aparece un samurái espectral y le dice que su señor desea tener una interpretación en su casa. El samurái lleva a Hoichi a una corte misteriosa y antigua. Otro asistente se da cuenta de que desapareció durante la noche, ya que su cena no fue tocada. El samurái reaparece la noche siguiente para llevarse a Hoichi y afirma que no le ha dicho nada a nadie. Luego, el sacerdote le pregunta a Hoichi por qué sale de noche, pero Hoichi calla. Una noche, Hoichi se va en medio de una tormenta y sus amigos lo siguen y descubren que ha estado yendo a un cementerio y recitando el Cuento de Heike ante la corte del emperador muerto. Hoichi informa a la corte que necesita muchas noches para cantar toda la epopeya. Le indican que cante la batalla final: la batalla de Dan-no-ura. Sus amigos lo arrastran a casa porque se niega a irse antes de terminar su interpretación.
El sacerdote le comunica a Hoichi que está en gran peligro y que todo esto ha sido una gran ilusión del espíritu de los muertos. Le dice a Hoichi que si vuelve a obedecerlos, lo harán pedazos. Preocupado por la seguridad de Hoichi, un sacerdote y su acólito escriben el texto del Sutra del corazón en todo su cuerpo, incluido el rostro, para hacerlo invisible a los fantasmas y le dan instrucciones para que medite. El samurái reaparece de noche y llama a Hoichi. Hoichi no responde pero sus orejas son visibles para el samurái, ya que se olvidaron de escribir el texto en sus orejas. El samurái, queriendo recuperar la mayor cantidad posible de Hoichi, le arranca las orejas para mostrarle a su señor que sus órdenes han sido obedecidas.
A la mañana siguiente, el sacerdote y los asistentes ven un rastro de sangre que sale del templo. El sacerdote y el acólito se dan cuenta de su error y creen que las orejas fueron un intercambio por la vida de Hoichi. Creen que los espíritus ahora lo dejarán en paz.
Un señor local asiste al templo con un séquito completo. Han escuchado la historia de Hoichi el desorejado y desean escucharlo tocar su biwa. Es llevado a la corte del señor. Hoichi dice que tocará para consolar a los espíritus afligidos y permitirles descansar.
El narrador indica que muchas personas nobles adineradas vinieron al templo con grandes regalos de dinero y Hoichi, el desorejado, se convirtió en una persona adinerada.

### "En una taza de té"
"En una taza de té" (茶碗の中 Chawan no Naka) está adaptado de Kottō de Hearn: Being Japanese Curios, with Sundry Cobwebs (1902).
Anticipándose a la visita de su editor, un escritor relata una vieja historia de un asistente del Señor Nakagawa Sadono llamado Sekinai. Mientras Lord Nakagawa se dirige a hacer una visita de Año Nuevo, se detiene con su tren en una casa de té en Hakusan. Mientras el grupo descansa allí, Sekinai ve el rostro de un hombre extraño en su taza de té. A pesar de estar perturbado, bebe el té.
Más tarde, mientras Sekinai protege a su señor, el hombre cuyo rostro apareció en el té reaparece, llamándose Heinai Shikibu. Sekinai corre para informar a los otros asistentes de lo sucedido, pero ellos se ríen y le dicen que está viendo cosas. Más tarde esa noche, en su propia residencia, Sekinai recibe la visita de tres asistentes fantasmales de Heinai Shikibu. Se enfrenta a ellos y casi es derrotado, pero el autor comenta que la historia termina antes de que las cosas se resuelvan y sugiere que podría escribir un final completo, pero prefiere dejarlo a la imaginación del lector.
El editor pronto llega y le pregunta a la señora por el autor, que no se lo encuentra por ninguna parte. Ambos huyen aterrorizados del lugar cuando descubren al autor atrapado dentro de una gran jarra de agua.

## Elenco
- Michiyo Aratama como primera esposa (episodio "Kurokami")
- Misako Watanabe como segunda esposa (episodio "Kurokami")
- Rentarō Mikuni como esposo (episodio "Kurokami")
- Kenjiro Ishiyama como padre (episodio "Kurokami")
- Ranko Akagi como Madre (episodio "Kurokami")
- Tatsuya Nakadai como Minokichi (episodio "Yuki-Onna")
- Keiko Kishi como Yuki-Onna (episodio "Yuki-Onna")
- Yūko Mochizuki como la madre de Minokichi (episodio "Yuki-Onna")
- Katsuo Nakamura como Hoichi (episodio "Miminashi Hoichi no Hanashi")
- Tetsurō Tamba como samurái (episodio "Miminashi Hōichi no Hanashi")
- Takashi Shimura como sacerdote principal (episodio "Miminashi Hoichi no Hanashi")
- Noboru Nakaya como Shikibu Heinai (episodio "Chawan no Naka")
- Seiji Miyaguchi como anciano (episodio "Chawan no Naka")
- Kei Satō como samurái (fantasma) (episodio "Chawan no Naka")

## Producción
Mientras era estudiante, el productor Shigeru Wakatsuki, fundador y director ejecutivo de Ninjin Club, convirtió la idea de una adaptación cinematográfica de Kwaidan: Stories and Studies of Strange Things . En 1964, Toho inició un contrato de tres películas con el director Masaki Kobayashi que concluyó con la producción Kwaidan . Kobayashi trabajó con el compositor Takemitsu Toru durante seis meses para producir la banda sonora de la película. La película agotó su presupuesto a las tres cuartas partes de la producción, lo que llevó a Kobayashi a vender su casa.

## Estreno
Kwaidan se estrenó en el Teatro Yūrakuza, el teatro más prestigioso del centro de Tokio el 29 de diciembre de 1964. La versión itinerante de Kwaidan se estrenó en cines en Japón el 6 de enero de 1965, donde fue distribuida por Toho . El estreno general japonés de Kwaidan comenzó el 27 de febrero de 1965. Kwaidan fue reeditada a 125 minutos en los Estados Unidos para su estreno en cines, que eliminó el segmento "La mujer de la nieve" después del estreno de la película en Los Ángeles. Fue estrenada en los Estados Unidos el 15 de julio de 1965, donde fue distribuida por Continental Distributing. Kwaidan fue reestrenada en cines en Japón el 29 de noviembre de 1982 como parte del 50 aniversario de Toho.

## Recepción
En Japón, la película le valió a Yoko Mizuki el premio Kinema Junpo al Mejor Guion. También ganó premios a la Mejor Fotografía y Mejor Dirección de Arte en el Mainichi Film Concours . La película ganó premios internacionales, incluido el Premio Especial del Jurado en el Festival de Cine de Cannes y fue nominada a la Mejor Película en Lengua Extranjera en los Premios Óscar.
En una reseña de 1967, el Monthly Film Bulletin comentó sobre el color de la película y afirmó que "no es tanto que el color en Kwaidan sea deslumbrante... sino la forma en que Kobayashi lo usa para dar a estas historias algo de la calidad de una leyenda." La reseña concluyó que Kwaidan era una película "cuyos detalles permanecen en la mente mucho después de haberla visto". Bosley Crowther, en una reseña del New York Times de 1965, afirmó que el director Kobayashi "merece elogios emocionados por su arte cinematográfico claramente oriental. También los muchos diseñadores y camarógrafos que trabajaron con él. "Kwaidan" es una sinfonía de color y sonido verdaderamente incomparable". Variety describió la película como "hecha con una cadencia mesurada y un sentimiento intenso" y que fue "un tour-de-force visualmente impresionante".
A partir de reseñas retrospectivas, en su reseña de Harakiri, Roger Ebert describió a Kwaidan como "un conjunto de historias de fantasmas que se encuentra entre las películas más hermosas que he visto". Philip Kemp escribió en Sight & Sound que Kwaidan era "casi demasiado hermoso para dar miedo" y que "cada cuento mantiene su propio estado de ánimo individual, pero todos son inolvidables, inquietantemente hermosos".
En el agregador de reseñas Rotten Tomatoes, Kwaidan tiene un índice de aprobación del 91%, basado en 43 reseñas, y una calificación promedio de 7.8/10. Su consenso dice: "Exquisitamente diseñada y meticulosamente ornamentada, la ambiciosa antología de Masaki Kobayashi funciona menos como un ejemplo aterrador de horror y más como un tributo meditativo al folclore japonés".

### Texto de las historias de Lafcadio Hearn que fueron adaptadas para Kwaidan
- La reconciliación en la biblioteca privada de K.Inadomi
- La historia de Mimi-nashi-Hōichi en Gutenberg.org
- Yuki-Onna en Gutenberg.org, leído en LibriVox
- En una taza de té en Gutenberg.org

- Datos: Q133488